# Flavien-Michel Malké
Flavien-Michel Malké, rodným jménem Ya'Qūb Melkī (1858, Kalat’ül Mara – 29. srpna 1915, Cizre) byl turecký duchovní syrské katolické církve, biskup z Cizre a člen kongregace Misijních bratří svatého Efréma, zabitý během asyrské genocidy poté, co odmítl konvertovat k islámu. Katolická církev jej uctívá jako blahoslaveného mučedníka.

## Život
Narodil se roku 1858 v obci Kalat'ül Mara, nedaleko města Mardin v dnešním Turecku. Jeho rodina pocházela z města Elazığ a patřila k syrské pravoslavné církvi. Roku 1868 vstoupil do pravoslavného monastýru Mor Hananyo, kde studoval kromě teologie také jazyky aramejštinu, arabštinu a turečtinu.
Roku 1878 byl vysvěcen na diakona. Stal se učitelem v klášterní škole.
Po nějaké době konvertoval k syrské katolické církvi a čtyři roky se vzdělával v teologii v katolickém monastýru. V té době se připojil ke kongregaci Misijních bratří svatého Efréma. Dne 13. května 1883 byl v Aleppu vysvěcen na katolického kněze. Světitelem byl syrský patriarcha Ignatius Georges V. Poté působil ve vesnicích v oblasti Tur Abdin. Během Diyarbekirských masakrů roku 1895 byl poničen kostel a jeho příbytek v jeho působišti. Zabita byla mimo jiné také jeho matka a někteří členové jeho farnosti. Následující roky aktivně pomáhal s obnovením poškozených staveb ve svém působišti. Roku 1897 byl jmenován chorbiskupem. Působil jako zástupce biskupa v Mardinu a Cizre.
Dne 14. září 1912 byl jmenován eparchou (dnes již neexistující) syrské eparchie Cizre. Dne 19. lednu 1913 byl spolu s budoucím syrským patriarchou Ignatiusem Gabrielem I. Tappounim v Bejrútu vysvěcen na biskupa. Světitelem byl syrský patriarcha Ignatius Ephrem II. Rahmani.
V létě roku 1915 byl na návštěvě venkova své eparchie, když se dozvěděl o vyvrcholení Asyrské genocidy. Namísto toho, aby uprchl ze země, jak mu bylo doporučeno se vrátil do svého biskupského sídla v Cizre. Zde byl dne 28. srpna 1915 spolu s eparchou chaldejské eparchie Cizre, patřící pod chaldejskou katolickou církev Philippe-Jacquesem Abrahamem zajat.
Poté oba dostali na výběr mezi konverzí k islámu, nebo smrtí. Po jejich odmítnutí přijmout islámskou víru byl jeho společník zastřelen a on byl zbit do bezvědomí a poté sťat.

## Úcta
Jeho beatifikační proces započal dne 27. srpna 2003, čímž obdržel titul služebník Boží. Dne 8. srpna 2015 podepsal papež František dekret o jeho mučednictví.
Blahořečen pak byl dne 29. srpna 2015 v libanonském městě Harissa, v den stého výročí jeho mučednické smrti. Obřadu předsedal jménem papeže Františka kardinál Angelo Amato.
Jeho památka je připomínána 29. srpna. Bývá zobrazován v biskupském oděvu. Je patronem pronásledovaných křesťanů.